# 遠山明孝
遠山 明孝（とおやま あきたか）は、フリーランスのソングライター・編曲家・DJ。

## 概要
- 2010年5月、イギリスのPSY-CORE RECORDSより自身のオリジナルアルバム「Samurai Damacy」をAJURIKA名義にてリリースしている。
- 大久保博主宰のレーベル、nanosoundsでの活動もある。
- 2013年3月末を以てバンダイナムコゲームスを退社した。
- 2014年7月からは名義を変え、AJURIKAに統一された。
- 海外レーベルよりアルバムをリリースする等トランス音楽家としても活動している。

## 主な作品

### ゲーム
- ゼビウス3D/G+（1997年、PS）
- 鉄拳3（1998年、PS2）
- ソウルキャリバー（1999年、AC、DC）
- アクアラッシュ（2000年、AC）
- 鉄拳タッグトーナメント（2000年、AC、PS2）
- 鉄拳4（2002年、AC、PS2）
- ヴィーナス&ブレイブス〜魔女と女神と滅びの予言〜（2003年、PS2）
- R:RACING EVOLUTION（2003年、XBOX）
- 塊魂（2004年、PS2）
- 鉄拳5（2004年、AC、PS2）
- ことばのパズル もじぴったん（2004年、PS2）
- みんな大好き塊魂（2005年、PS2）
- 鉄拳5 DARK RESURRECTION（2005年、PS2）
- リッジレーサー6（2005年、X360）
- 僕の私の塊魂（2005年、PSP）
- リッジレーサー7（2006年、PS3）
- 太鼓の達人10（2007年、AC）
- ビューティフル塊魂（2007年、X360）
- 太鼓の達人11（2008年、AC）
- ハッピーダンスコレクション（2008年、Wii）
- 太鼓の達人12（2008年、AC）
- 鉄拳6 BLOODLINE REBELLION（2008年、AC）
- THE IDOLM@STER MASTER SPECIAL 03（2009年、CD）
- マッスル行進曲（2009年、Wii）
- 塊魂トリビュート（2009年、PS3）
- テイルズ オブ バーサス（2009年、PSP）
- 鉄拳6（2009年、PS3、X360、PSP）
- エースコンバットX2 ジョイントアサルト（2010年、PSP）
- 太鼓の達人14（2010年、AC）
- THE IDOLM@STER MASTER ARTIST 2 Prologue（2010年、CD）
- ゴッドイーター バースト（2010年、PSP）
- パックマン チャンピオンシップ エディション DX（2010年、PS3、X360）
- マリオカート アーケードグランプリDX（2013年、AC）
- ドラッグオンドラグーン3（2013年、PS3）
- 仮面ライダー サモンライド!（2014年、Wii U、PS3）
- シンクロニカ（2015年、AC）
- アイドルマスター シンデレラガールズ スターライトステージ（2015年、Android、iOS）
- ゴッドイーター リザレクション（2015年、PS4）
- オンゲキ（2017年、AC）
- アークナイツ（2022年、Android、iOS）
- 勝利の女神:NIKKE （2022年、Android、iOS）

### その他
- 上坂すみれ
  - 革命的ブロードウェイ主義者同盟（2014年） - 作詞・作曲・編曲
  - サイケデリック純情（2014年） - 作詞・作曲・編曲
  - サイケデリック巡業（2017年） - 作詞・作曲・編曲
  - 祈りの星空（2018年） - 作詞・作曲・編曲
- 沼倉愛美「Spiral Flow」（2017年） - 作詞・作曲・編曲
- 都丸ちよ、柳原利香「Pic Shooter」（2019年） - 作詞・作曲・編曲[1]